# Johannes-Paul-II.-Platz (Vilnius)

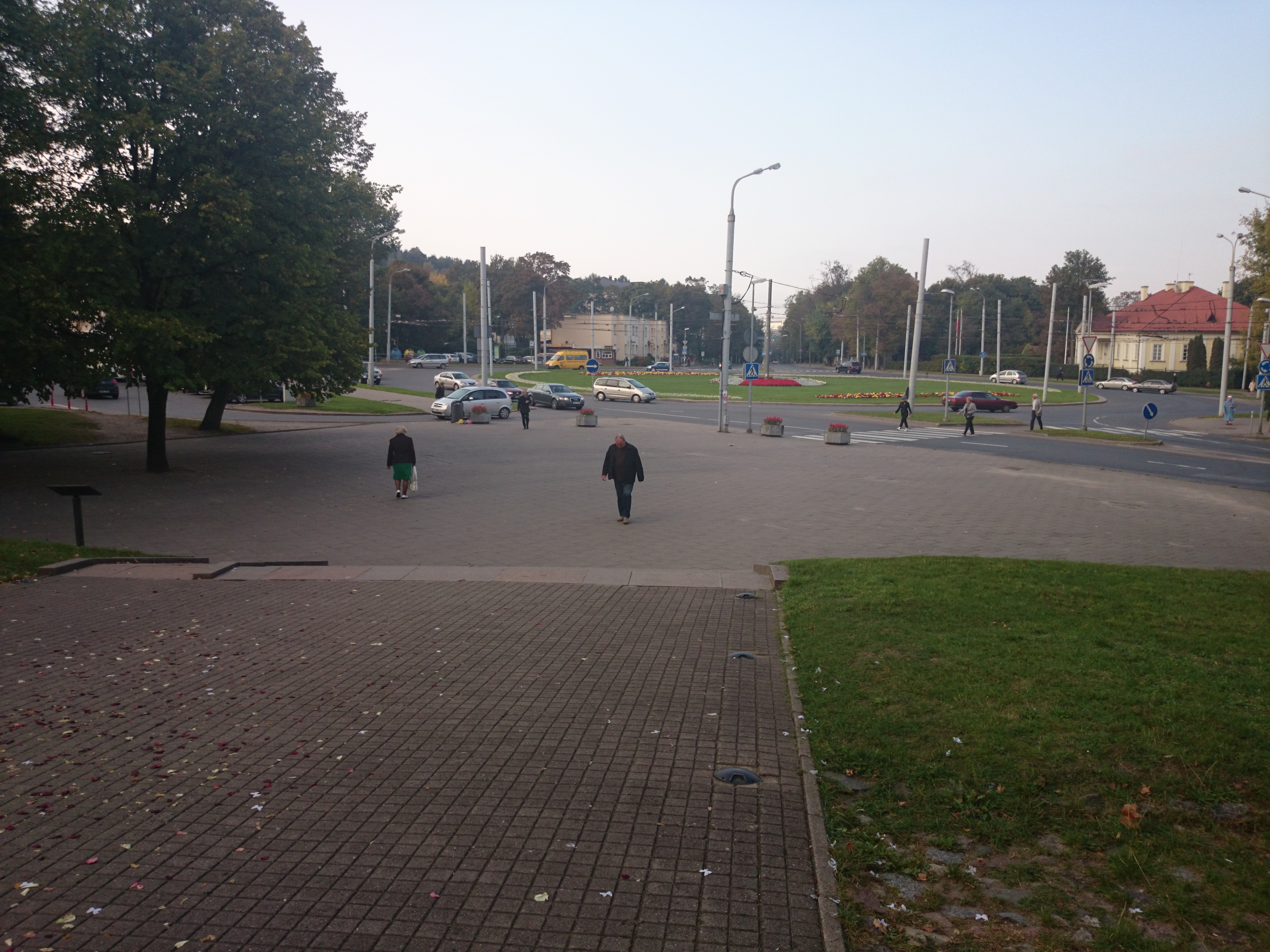
Platz vor der Umgestaltung

Der Johannes-Paul-II.-Platz ist ein Platz in der litauischen Hauptstadt Vilnius. Er liegt im Stadtteil Antakalnis am Olandų-gatvė-Ring in der Nähe der St. Peter-und-Paul-Kirche. Der Platz wurde zum Andenken des Papsts Johannes Paul II. und seines Besuchs in Litauen und Vilnius benannt.
Eine Umgestaltung des Platzes im Barock-Stil war bis 2016 geplant. Die Wiederherstellung der ehemaligen Kapelle des 19. Jahrhunderts neben der Kirche und ein Denkmal (Skulptur oder Stele) für Johannes Paul II. ist ein weiteres Projekt der Stadtverwaltung Vilnius.